# ハートランド・ロック
ハートランド・ロック（Heartland rock）は、アメリカ合衆国・中西部の各州と、南部の一部を含む地域で好まれるロックのことである。

## 概要
ハートランドは、労働者・農民の割合が比較的高く、それらの階層の人々の喜び、悲しみをロックの歌詞とサウンドにのせたロックが人気がある。ハートランド・ロックのロッカーには代表的なブルース・スプリングスティーン、ボブ・シーガー、トム・ペティ&ザ・ハートブレイカーズの他に、ジョン・メレンキャンプ、ジョン・ハイアット、女性ロッカーのメリッサ・エスリッジらがいる。なお、スプリングスティーンが北東部ニュージャージー出身であることでもわかる通り、必ずしもハートランド出身である必要はない。